# Сатушкин, Сергей Фёдорович
Сергей Фёдорович Сатушкин (4 октября 1927, село Сыреси, Чувашская АССР — 25 мая 2001, Березники) — строитель, Герой Социалистического Труда (1971).

## Биография
Окончил 6 классов, с 1941 года работал в колхозе «Красный партизан».
В 1944 году мобилизован в трудовую армию в трест «Севуралтяжстрой» города Березники. С 1945 года в Управлении строительства «Березникихимстрой», а с 1951-го — бригадир плотников-бетонщиков.
Участвовал в строительстве 1, 2, 3 и 4-го калийных комбинатов, цеха карбамида на «Азоте», цеха Лысьвенского металлургического завода, цеха производства метанола в Губахе Пермской области. Задание восьмой пятилетки бригада Сатушкина выполнила за 3 года 8 месяцев.

## Награды
- медаль «Серп и Молот» Героя Социалистического Труда (5 апреля 1971) — за трудовые успехи, достигнутые в строительстве 2-го Березниковского калийного комбината
- орден Ленина (1971)
- три ордена Трудового Красного Знамени
- орден Дружбы народов
- медали.